# دیو هایت
دیو هایت (انگلیسی: Dave Hyatt؛ زادهٔ ۲۸ ژوئن ۱۹۷۲) مهندس نرم‌افزار، وبلاگ‌نویس و توسعه‌دهنده نرم‌افزار اهل ایالات متحده آمریکا است. وی از توسعه دهندگان موزیلا فایرفاکس و نویسنده توسعه بازی شادوران می‌باشد. او از سال ۲۰۰۲ در اپل استخدام و در بخشی از مرورگر وب سافاری و تیم توسعه چارچوب نرم‌افزاری وب‌کیت مشغول کار شد. او همچنین به توسعه مشخصات اچ‌تی‌ام‌ال۵، اکس‌بی‌ال و زول کمک کرد.